# Country woman
Country woman is een lied dat door Piet Veerman is geschreven en in 1971 voor het eerst door The Cats werd uitgebracht. Als stijl valt het meer binnen de rock dan de palingsound waar The Cats bekend mee zijn geworden.
Country woman werd gecoverd door verschillende artiesten, zoals Los Fabulosos in het Spaans als Mujer de campo, The Gunstons, Roma Mirando jr. en The Magic Lanterns.

## Eerste versie
Country woman verscheen voor het eerst in 1971 op de B-kant van One way wind. Hetzelfde jaar verscheen het ook op de elpee Cats aglow. Dit werk werd geproduceerd door Klaas Leyen en het arrangement was van Wim Jongbloed. 
De Argentijnse single (Mujer de campo, 1971) werd in het Engels gezongen.
Duitse vertaling
Voor de Duitse markt verscheen er in 1972 de elpee Katzen-spiele waarop ook dit nummer te horen is met dezelfde titel maar met een Duitse tekst. De Duitse versie werd geschreven door Otto Maske, een pseudoniem van John Möring.

## Amerikaanse versie
In 1974 werd het nummer opnieuw door The Cats opgenomen met de Amerikaanse producer en arrangeur Al Capps. The Cats brachten deze versie in 1975 uit op de B-kant van de single Hard to be friends en hetzelfde jaar op het gelijknamige album.
Een van de meer bekende artiesten die aan de opnames meewerkte was de drummer Jeff Porcaro die in 1976 een van de oprichters was van Toto. Verder speelde Leland Sklar mee, voornamelijk een begeleidingsartiest die in 2007 ook bij Toto kwam.
In de versie van Al Capps is de intro gewijzigd en is er meer plaats voor piano en orgel, waarbij de slaggitaar naar de achtergrond is geplaatst. Verder is het tempo hoger; de single van Capps heeft een duur van 2:41 minuten, terwijl de productie van Leyen 3:06 minuten duurt.